# Ero koreana
Ero koreana là một loài nhện trong họ Mimetidae.
Loài này thuộc chi Ero. Ero koreana được miêu tả năm 1967 bởi Paik.